# Генешть (Вилча)
Генешть, Генешті (рум. Gănești) — село у повіті Вилча в Румунії. Входить до складу комуни Лекустень.
Село розташоване на відстані 177 км на захід від Бухареста, 56 км на південний захід від Римніку-Вилчі, 44 км на північ від Крайови.

## Населення
За даними перепису населення 2002 року у селі проживали 320 осіб, усі — румуни. Усі жителі села рідною мовою назвали румунську.